# Richard L. Guerrant
Richard L. Guerrant (* 1943) ist ein US-amerikanischer Mediziner, der sich mit Infektionskrankheiten und Tropenmedizin befasst.
Guerrant studierte am Davidson College und an der University of Virginia School of Medicine und absolvierte seine Facharztausbildung in Innerer Medizin und Infektionskrankheiten am Harvard Medical Service im Boston City Hospital, wo er Schüler von Maxwell Finland war. Danach war er im Auftrag der Johns Hopkins University in Cholera-Feldforschung in Bangladesch. Danach war er wieder an der University of Virginia. Er wurde dort Professor und ist dort Gründungsdirektor des Center for Global Health.
Guerrant befasst sich mit Krankheitserregern im Magen-Darm-Trakt, nachdem er schon in den 1960er Jahren bei Feldstudien im Kongo (und später in Brasilien, Südafrika und Bangladesch) die verheerenden Folgen von Durchfallerkrankungen bei Kindern in Entwicklungsländern beobachten konnte. Er erforschte unter anderem wie die Toxine von Cholera und enterotoxigene Escherichia coli (ETEC) zu Durchfällen führen. Er klärte die Wirkungsweise der Toxine von ETEC und entwickelte auf dieser Basis eine orale Therapie (ORRT) für Kinder, die von dieser choleraartigen Durchfallerkrankung befallen sind. 1997 wurde er deshalb Henderson Innovator of the Year der University of Virginia. Bei Feldstudien insbesondere in Brasilien ging er den Entwicklungsverzögerungen von Kindern nach, die in den kritischen ersten Jahren ihres Lebens Durchfallerkrankungen ausgesetzt waren. Er wies nach, dass dies zu Wachstumsstörungen und Verlust von kognitiven Fähigkeiten führte. Die kognitiven Effekte, die bis zu 10 IQ-Punkte ausmachten, waren nicht phonetischer, sondern semantischer Natur ähnlich bei Alzheimer-Patienten. Er fand weiter, dass ausgerechnet das Risikogen bei Alzheimer ApoE4 Kinder gegen diesen Verlust kognitiver Fähigkeiten bei Diarrhoe schützt, was eine mögliche Erklärung der Ausbreitung dieser Gene ist. Er verfolgt die Forschung weiter mit Fördermitteln der Bill-und-Melinda-Gates-Stiftung.
Er ist Mitherausgeber eines Standardwerks über Tropenkrankheiten und schrieb ein Buch über seine Erfahrungen in Brasilien.
2014 erhielt er den Maxwell Finland Award. Er erhielt die Walter Reed Medal und war Präsident der American Society of Tropical Medicine and Hygiene (ASTMH). 2010 erhielt er den Thomas Jefferson Award der University of Virginia (ihre höchste Auszeichnung). 2012 wurde er Outstanding Scientist of Virginia.

## Schriften
- Herausgeber mit David Walker, Peter Weller: Tropical Infectious Diseases: Principles, Pathogens, and Practices, 2 Bände, Churchill Livingston 2005
- Herausgeber mit M. Auxiliadora De Souza, Marilyn K. Nations: At the Edge of Development: Health Crises in a Transitional Society, Carolina Academic Press 1996